# Hospital Italià de Haifa
L'Hospital Italià de Haifa (en italià: Ospedale Italiano (en hebreu: בית החולים האיטלקי בחיפה) és un centre mèdic administrat per l'Associació Nacional Italiana d'Ajuda als Missioners. L'hospital va ser fundat en 1935. És administrat per les monges missioneres franciscanes de l'Immaculat Cor de María.
Un centre de tractament oncològic complet es va instal·lar en abril de 2016 a l'hospital italià de Haifa amb un simulador de tomografia computada, una sala de radiació de cobalt i un sofisticat programari per obtenir resultats precisos. El centre va reemplaçar el vell sistema analògic amb un nou sistema digital modern.
L'edifici de quatre pisos va ser dissenyat per l'arquitecte italià Antonio Barluzzi i té aproximadament 100 llits per a pacients. El centre té quatre departaments, està especialitzat en oncologia, medicina general, cirurgia i rehabilitació ortopèdica.
L'hospital és dirigit per monges franciscanes, el personal d'infermeria està format per monges de l'ordre dels franciscans que viuen a l'hospital.